# Musée Mimara
L'institution publique de la collection d'art d'Ante et Wiltrud Topić Mimara, plus connue sous le nom de musée Mimara (en croate : Muzej Mimara), ouvert en 1987, est un musée d’art situé dans la ville de Zagreb en Croatie, abritant la collection de Wiltrud et Ante Topić Mimara. D'après un historien de l'art croate, « cela pourrait être la plus grande collection de faux au monde ».

## Emplacement
Situé sur la place Roosevelt, le bâtiment date du XIXe siècle ; il a été dessiné par Kuno Waidmann et a précédemment servi de lycée.

## Histoire
D'après l'histoire officielle du musée, Ante Topić Mimara (en) (1898-1987), formé dans l'atelier d'Antonio Mancini, y rencontre des historiens allemands de l'art, avant de constituer par ses achats une importante collection.
Thomas Hoving a mené une enquête sur le personnage et surtout sur la façon dont il a constitué sa collection, dans le cadre de son livre King of the Confessors, puis s'appuyant sur l'enquête du journaliste serbe Milomir Marić. Dans les années 1920, un grand nombre d'œuvres sont volées dans des églises croates mineures ; peu de temps après, Ante Topić Mimara (un nom usurpé) essaie de vendre des tableaux qu'il présente comme étant des Titien, Rubens ou des Giotto, sans succès. Il épouse une vieille et riche aristocrate italienne, Edina Pjelik de Ina, prenant également son nom. Il augmente considérablement sa fortune en produisant et vendant des faux, copies faites d'après sa collection de photographies d’œuvres d'art ; il se lie dans le même temps avec Josip Broz Tito, devenant ensuite un de ses agents. En septembre 1929, la Croatie demande à la France son extradition pour le vol du trésor de la cathédrale de Zagreb, remplacé par des faux.
Proche de Hermann Göring, Ante Topić Mimara est son conseiller en art et son peintre officiel ; il s'installe à Berlin. Il affirme avoir reçu du Reichsmarschall une commande pour un portrait de Hitler. Il achète à bas prix des œuvres confisquées aux Juifs, tout en fournissant des renseignements à Tito et Staline.
À la fin de la seconde guerre mondiale, ami proche de Tito qui est désormais au pouvoir en Yougoslavie, il parvient à se faire nommer maréchal. À Munich, il séduit Wiltrud Mersmann, une employée de la réserve où sont rassemblées les œuvres d'art volées par les nazis. Connaissant par sa maîtresse la description de chaque pièce, il se fait fournir en documents officiels yougoslaves reprenant cette description, ainsi que des emplacements d'origine inventés, par exemple dans d'obscurs églises ou monastères yougoslaves. En décembre 1948, il se fait remettre 166 pièces (dont seules trois revenaient aux Yougoslaves), en gardant une grande partie par-devers lui. Chargées dans des camions, les œuvres disparaissent avec Ante Topić Mimara. D'après Thomas Hoving, il devient par la suite une grande source de faux,.
On retrouve alors sa trace dans plusieurs pays. Il est suspecté d'être un espion yougoslave dans Berlin occupée, avant de réapparaître à Tanger, et de retourner en Croatie dans les années 1970, résidant à Zagreb. Il lègue sa collection à la Croatie en deux fois (1973 et 1986), en échange d'une indemnité annuelle de 100 000 dollars et deux maisons. Il meurt en 1987. Wiltrud Mersmann, devenue sa femme, touche toujours 50 000 dollars annuels de l'État croate.

## Collections

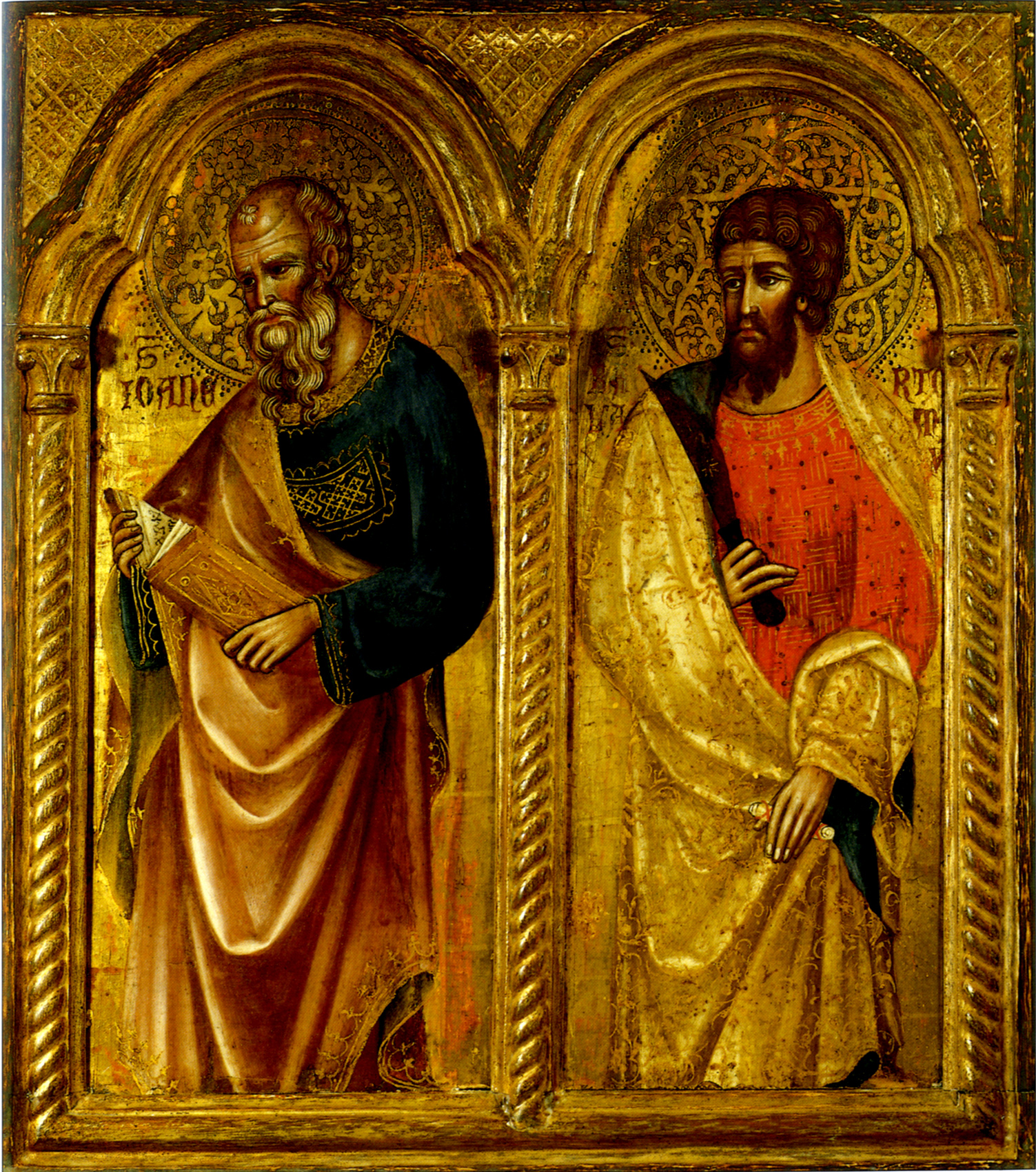
Œuvre attribuée à Paolo Veneziano

Sur 3 700 œuvres d'art, 1 500 sont exposées de manière permanente, allant de la préhistoire au XXe siècle.
Pour Thomas Hoving, cette collection est constituée à 95 % de faux, faits par Ante Topić Mimara (en) ou ses artisans. Pour Federico Zeri, 90 % est à jeter, ajoutant que « Mimara ne connaissait rien. C'était un total ignorant, de ce fait il constitua sa collection à l'aveugle. ».
D'après le catalogue, cela comprend :
- des œuvres de Lorenzetti, Raphaël, Giorgione, Veronese, du Caravage, de Canaletto
- 60 peintures de maîtres hollandais (Van Goyen, Ruisdael)
- 50 œuvres de maîtres flamands (Van der Weyden, Bosch, Rubens, Van Dyck)
- plus de 30 par des maîtres espagnols (Vélasquez, Murillo, Goya)
- 20 peintures de maîtres allemands (Holbein, Liebermann, Leibl)
- 30 peintures de maîtres anglais (Gainsborough, Turner, Bonington)
- plus de 120 peintures par des maîtres français (Georges de La Tour, Boucher, Chardin, Delacroix, Corot, Manet, Renoir, Degas)
- 200 dessins de Bronzino, Guardi, Claude Lorrain, Le Brun, Oudry, Greuze, Géricault, Friesz.

## Financement
Le musée est la propriété de l'État croate et géré par le ministère de la Culture, bien que la ville de Zagreb participe à son financement.